# Sakarin Krue-On
Sakarin Krue-On (7 janvier 1965) est un artiste visuel thaïlandais contemporain.
Ses œuvres sont souvent des installations spécifiques à un site avec des influences culturelles thaïlandaises traditionnelles. Krue-On est professeur d'art, conseiller pour les étudiants de troisième cycle et vice-doyen de la faculté de peinture, de sculpture et d'arts graphiques de l'Université Silpakorn. Krue-On réside et travaille dans la région métropolitaine de Bangkok, bien que ses projets et expositions le conduisent fréquemment hors de Thaïlande.

## Petite enfance et éducation
Krue-On est né à Mae Hong Son, une province du nord-ouest de la Thaïlande, près de la frontière birmane. Il a obtenu son baccalauréat en beaux-arts de l'Université Silpakorn en 1989, sous la supervision de Chalood Nimsamer.

## Œuvres

### Document 12, 2007 Projet artistique sur les rizières en terrasses
Terraced Rice Field a été créée pour la Documenta 12 à l’extérieur du bâtiment du musée Schloss Wilhelmshöhe. Avec l'aide de volontaires locaux, Krue-On a créé un champ de riz en terrasses fonctionnel sur le flanc de la colline voisine.